# Euphorbia melanocarpa
Euphorbia melanocarpa es una especie fanerógama perteneciente a la familia de las euforbiáceas. Es endémica de Ecuador.

## Hábitat
Su natural hábitat son los bosques húmedos tropicales y subtropicales y montanos. Está amenazado por la pérdida de hábitat.

## Descripción
Es una planta herbácea endémica de los Andes de Ecuador, donde se sabe de una sola población situada en 1989 en los alrededores de Cotacachi. La colección tipo fue realizado por R. Spruce, antes de 1866, sin datos de localización, pero en "Ecuadorensibus Andibus". Pueden potencialmente encontrarse en la Reserva Ecológica Cotacachi Cayapas. Las principales amenazas son el sobrepastoreo y los incendios. Hay por lo menos cinco colecciones hechas en el Perú, que necesitan ser confirmadas por un especialista.

## Taxonomía
Euphorbia melanocarpa fue descrita por Boiss. in A.P.de Candolle y publicado en Prodromus Systematis Naturalis Regni Vegetabilis 15(2): 41. 1866.
Etimología
Euphorbia: nombre genérico que deriva del médico griego del rey Juba II de Mauritania (52 a 50 a. C. - 23), Euphorbus, en su honor – o en alusión a su gran vientre –  ya que usaba médicamente Euphorbia resinifera. En 1753 Carlos Linneo asignó el nombre a todo el género.
melanocarpa: epíteto latín que significa "con fruto negro".
Sinonimia
- Chamaesyce melanocarpa (Boiss.) G.L.Webster	[6]